# Jack Kinney
Jack Ryan Kinney (Utah, 29 de março de 1909 — Glendale, 9 de fevereiro de 1992) foi um animador e produtor cinematográfico norte-americano.